# Tournemire (Cantal)
Tournemire é uma comuna francesa na região administrativa de Auvérnia-Ródano-Alpes, no departamento de Cantal. Estende-se por uma área de 9,59 km². Em 2010 a comuna tinha 131 habitantes (densidade: 13,7 hab./km²).
Pertence à rede das As mais belas aldeias de França.